# Стемпковский, Виктор Иванович
Виктор Иванович Стемпковский (7 января 1859 — после августа 1920) — врач, земский деятель, депутат Государственной думы III и IV созывов от Воронежской губернии.

## Биографии
Потомственный дворянин. Выпускник Елецкой уездной гимназии. В 1883 окончил медицинский факультет Московского университета. В 1884—1887 годах служил сверхштатным ординатором Детского отделения факультетской клиники Московского университета. В 1887—1888 занимался частной врачебной практикой. В 1888 году прекратил занятия медициной, переселился в имение; увлёкся сельским хозяйством и начал заниматься общественной деятельностью. В 1889 — участковый мировой судья. В 1891—1900 — земский начальник Задонского уезда Воронежской губернии. С 1889 воронежский губернский и задонский уездный земский гласный. С 1902 непременный член Воронежского губернского по городским и земским делам присутствия.
В 1904—1905 годах участвовал в русско-японской войне, в качестве старшего врача и уполномоченного госпиталя Воронежского отдела Российского общества Красного Креста. В Маньчжурии заболел и вынужден был покинуть зону боевых действий. С 1907 непременный член Задонской уездной землеустроительной комиссии. Почётный мировой судья. С 1912 года — почётный член Задонской уездной управы. В 1912 получил чин статского советника. Член «Союза 17 октября». Владел землями Задонского уезда, в 1907 его земельная собственность составляла 974 десятины; в 1912—533 десятины. Владелец винокуренного завода. Женат.
19 октября 1907 избран в Государственную думу III созыва от общего состава выборщиков Воронежского губернского избирательного собрания. Член фракции «Союза 17 октября». Состоял в комиссии по исполнению государственной росписи доходов и расходов, земельной комиссии, сельскохозяйственной комиссии, комиссии по местному самоуправлению, комиссии по переселенческому делу, комиссии об изменении законодательства о крестьянах и комиссии о мерах к упорядочению хлебной торговли. В земельной и сельскохозяйственной комиссиях с 5-й сессии — товарищ председателя. Докладчик комиссии сельскохозяйственной и комиссии о мерах к упорядочению хлебной торговли.
21 октября 1912 избран в Государственную думу IV созыва от общего состава выборщиков Воронежского губернского избирательного собрания. Член фракции «Союза 17 октября». В декабре 1913 — январе 1914 после раскола фракции вошел во фракцию Земцев-октябристов. Член земельной комиссии, комиссии по местному самоуправлению, сельскохозяйственной комиссии, комиссии о путях сообщения, комиссии о народном здравии, продовольственной комиссии. В земельной комиссии с 1-й сессии — товарищ председателя. В продовольственной комиссии — её председатель, начиная с 2 декабря 1916. Входил в Прогрессивный блок; есть сведения, что был в составе его Бюро.
С 1 марта 1917 комиссар Временного комитета Государственной думы (ВКГД) в Министерстве торговли и промышленности. 9 марта 1917 направлен в Совет министра земледелия. C 15 марта 1917 член Общегосударственного продовольственного комитета. Принимал участие в частных совещаниях членов Государственной думы. С 30 июня 1917 член Главного земельного комитета, избран на место отказавшегося от этой должности Н. В. Савича. С конца июня 1917 находился в Задонске.
После октября 1917 жил в Москве. Член «Союза земельных собственников», в качестве его представителя вошёл в «Союз общественных деятелей». В «Тактическом центре» разрабатывал вопросы аграрной реформы. В августе 1920 арестован, проходил по делу Тактического центра. Приговорён к расстрелу с заменой условным тюремным заключением сроком на 5 лет, освобождён из-под стражи в зале суда.
Дальнейшая судьба и дата смерти неизвестны.
- Депутаты III Государственной Думы от Воронежской губернии. Слева направо стоят: Е. Н. Белозоров, М. И. Симонов, А. И. Шингарёв, А. И. Звегинцев, В. И. Стемпковский; сидят: А. Н. Безруков, П. З. Старостенко, А. М. Спасский, С. И. Шидловский, А. И. Урсул, Е. П. Ковалевский, А. А. Блинов. Таврический дворец, 1907.
- Депутаты IV Государственной думы от Воронежской губернии. Стоят: М. К. Котляров, В. И. Стемпковский, С. И. Шидловский, А. И. Звегинцов, М. С. Акалелов, Т. Д. Попов; сидят: Г. А. Фирсов, Г. Т. Алфёров, А. И. Алехин, Н. И. Шидловский, E. П. Ковалевский, М. И. Симонов